# Lommoye
Lommoye település Franciaországban, Yvelines megyében. Lakosainak száma 643 fő (2022. január 1.). Lommoye Villiers-en-Désœuvre, Chaufour-lès-Bonnières, Cravent, Rosny-sur-Seine, Saint-Illiers-la-Ville, Saint-Illiers-le-Bois és La Villeneuve-en-Chevrie községekkel határos.

## Népesség
A település népességének változása:
| Lakosok száma | 665  | 671  | 684  | 671  | 665  | 658  | 652  | 643  | 643  |
|               | 2013 | 2015 | 2016 | 2017 | 2018 | 2019 | 2020 | 2021 | 2022 |